# Ereteken van de Vlaamse Gemeenschap

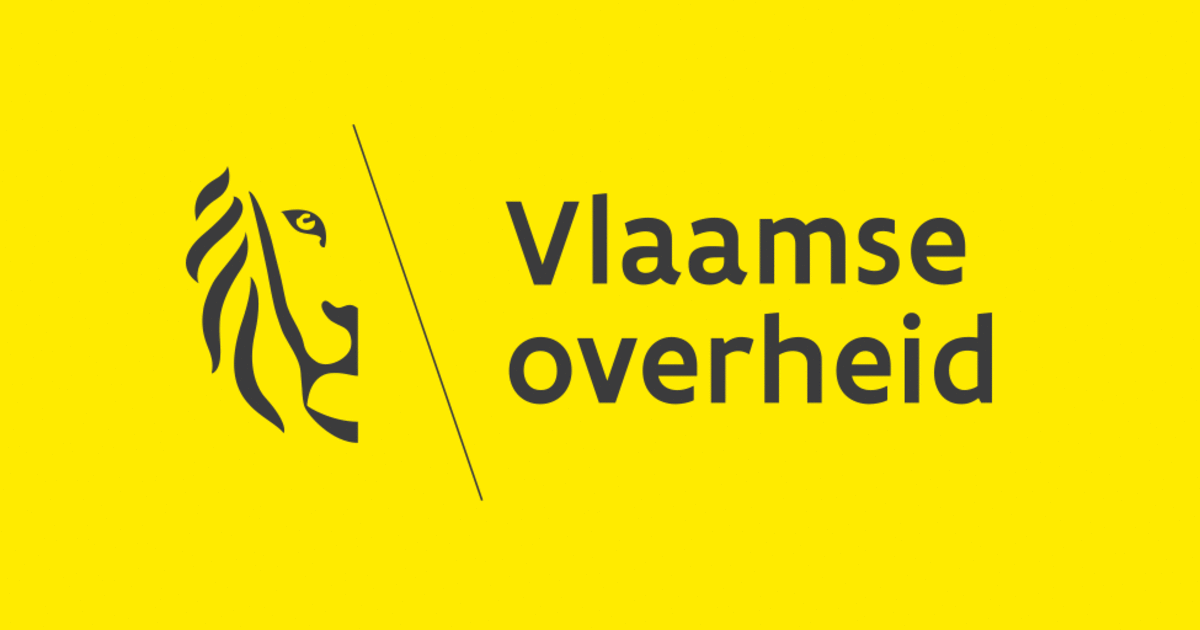
Het logo van de Vlaamse overheid.

Het Ereteken van de Vlaamse Gemeenschap is een orde van Verdienste, ingesteld door de Vlaamse Regering en vanaf 2015 uitgereikt op de Vlaamse feestdag (11 juli) in het Errerahuis, de ambtswoning van de minister-president van Vlaanderen. Met de eretekens worden verdienstelijke personen onderscheiden "die dankzij hun werk belangrijk zijn voor het imago van Vlaanderen".
Aanvankelijk werd een onderscheid gemaakt tussen een Ereteken en een Groot Ereteken, maar dat onderscheid werd in 2019 geschrapt.

## Groot Ereteken
- 2015:
  - Wivina Demeester, politica
  - Jeanne Devos, missiezuster die zich inzet voor hulp aan de armen in de sloppenwijken van Mumbai
  - Manu Ruys, politiek commentator en publicist met de communautaire problematiek en de Belgische staatshervorming als specialisatie
  - Mieke Van Hecke, voormalig directeur-generaal van het Vlaams katholiek onderwijs
- 2016:
  - Peter Adriaenssens, kinder- en jeugdpsychiater
  - Edithe Devriendt-Van Cauwenberge, oprichtster van de zorgorganisatie Solidariteit voor het Gezin (postuum toegekend)
  - Jef Roos, ondernemer en voormalig voorzitter van de Vlaamse Raad voor Wetenschapsbeleid, de VITO en het VEV
  - Miet Smet, christendemocratische politica en feministe
  - Etienne Vermeersch, filosoof en vrijzinnig denker
  - Karel Vinck, ondernemer
- 2017:
  - Koen Lenaerts, voorzitter bij het Europees Hof van Justitie
  - Peter Piot, directeur van de London School of Hygiene and Tropical Medicine
  - Christine Van Den Wyngaert, rechter bij het Internationaal Strafhof
  - Ilse Weeghmans, directeur Vlaams Patiëntenplatform
  - Gilbert Declerck, ex-ceo van Imec en voorzitter van Leuven MindGate
- 2018:
  - Harry Martens, voormalig rector UHasselt
  - Pedro Brugada, cardioloog
  - Michèle Sioen, onderneemster en ex-VBO-voorzitster
  - Henri Verstraete, grondlegger van de circulaire economie

## Ereteken
- 2015:
  - Frank Cuyt, directeur Vlaams Welzijnsverbond
  - Reinhilde Decleir, actrice
  - Wilfried Vancraen, ondernemer
  - Peter Van Eenoo, antidopingprofessor[2]
- 2016:
  - Wim Distelmans, oncoloog en voorvechter voor de erkenning van palliatieve zorg en voor de mogelijkheid om euthanasie te laten uitvoeren
  - Serge Dorny, dramaturg en vooraanstaand figuur in de operawereld
  - Marc Sleen, striptekenaar bekend vanwege de reeks De avonturen van Nero & Co
  - Marieke Vervoort, paralympische sportster
- 2017:
  - Florian Van Acker, tafeltenniser
  - Werner Ferdinande, alias Will Ferdy, zanger
  - Ann Wauters, basketbalspeler
  - Frank Deboosere, weerman
  - Mohamed El Bachiri, bekend van zijn Jihad van liefde na de aanslagen van 22 maart 2016
  - David Van Reybrouck, cultuurhistoricus en schrijver
- 2018:
  - Gaston Durnez, schrijver en journalist
  - Lutgart Simoens, radiopresentatrice
  - Guido Decoster, Vlaams topambtenaar
  - Khalid Benhaddou, imam
  - Antoon Claes, sportdokter
  - Jill Peeters, weervrouw
  - Chantal Van Audenhove, directeur van het zorgonderzoekscentrum LUCAS
  - Manu Keirse, rouwverwerkingspecialist
  - Riccy Focke, boegbeeld van Boeren op een Kruispunt
  - Adriaan Raemdonck, oprichter van kunstgalerie De Zwarte Panter
- 2019:
  - Anneleen Lenaerts, harpiste
  - Lode Wils, hoogleraar en geschiedschrijver van de Vlaamse Beweging
  - Françoise Chombar, CEO Melexis
  - Georges Monard, voormalig secretaris-generaal Ministerie van Onderwijs
  - Hans Bourlon en Gert Verhulst, oprichters en CEO's Studio 100, gedeeld ereteken
  - Chris Lomme, actrice
  - Dirk Rombaut, commercieel directeur Passwerk
  - Vincent Leus, gedelegeerd bestuurder verkeersveilig Fonds Emilie Leus
  - Paul Vande Walle, erevoorzitter Ouders van Verongelukte Kinderen
  - Jean-Pierre Van Baelen, gedelegeerd bestuurder Openluchtopvoeding (OLO)
  - Jurn Verschraegen, directeur Expertisecentrum Dementie Vlaanderen
  - Ajit Shetty, erevoorzitter Janssen Pharmaceutica
  - Vic Swerts, oprichter Soudal
  - Bart Van Wijmeersch, neuroloog en MS-expert
  - Stig Broeckx, wielrenner
  - Jean-Pierre Kruth, hoogleraar en expert 3D-printing
- 2020:[3]
  - Martine Vaneyck, poetsvrouw op intensieve zorgen Sint-Trudoziekenhuis, na de coronacrisis
  - Ann Maes, kassabediende in een supermarkt in Kuurne, na de coronacrisis
  - Ish Ait Hamou, als auteur van de roman Het moois dat we delen
  - Ingrid De Jonghe, oprichtster van Therapeuten voor Jongeren (TEJO)
  - vzw Vlaanderen Feest
- 2021:[4]
  - De vrijwilligers van de Vlaamse vaccinatiecentra, uitgereikt aan Katrijn Clemer, programmamanager van het COVID-vaccinatiecentrum in Mechelen en vertegenwoordiger van de vaccinatiecentra in bij de Vlaamse overheid tijdens de coronacrisis
  - Peter Goossens, als gerenommeerd kok, en drijvende kracht in Flanders Food Facility
  - Caroline Pauwels, rector VUB, voor engagement en strijd tegen intolerantie
  - Martine Tanghe, als baken in televisiejournalistiek en voor haar passie voor Algemeen Nederlands
  - Pfizer Belgium, als vertegenwoordiger van de farmaceutische nijverheid en onderzoekswerk, na de coronacrisis
- 2022:[5]
  - Michèle George, ruiter en meervoudig paralympisch kampioen
  - Peter Carmeliet, arts, hoogleraar en kankeronderzoeker
  - Seppe Nobels, chef-kok, actief in meerdere sociale initiatieven
  - Will Tura, zanger met carrière van vijfenzestig jaar
- 2023:[6]
  - Lukas Dhont, regisseur, voor baanbrekend filmwerk, prachtige scenario's en de internationale uitstraling
  - Emma Meesseman, basketbalspeelster, als voorbeeld voor jonge dames die zware opofferingen voor een sportcarrière maken
  - Kristel Verbeke, ex-K3, om armoede bespreekbaar te maken, onder meer via "Zorgen voor mama" en als bestuurder van het Kinderarmoedefonds
  - Marc Michils, voor zijn aansturing gedurende tien jaar van Kom Op Tegen Kanker
  - alle leerkrachten, groepsereteken in ontvangst genomen door vier recente "leerkrachten van het jaar".
- 2024:[7]
  - Swen Vincke, oprichter in 1994 te Gent van Larian Studios, uitgegroeid met zeven vestigingen wereldwijd tot een game developer met wereldfaam, zeker met de videogame 'Baldur's Gate 3'. Het spel won zes prijzen in 2023 op The Game Awards in Los Angeles, waaronder 'Best Game of the Year'.
  - Barbara Ceuleers, germaniste, journaliste en dochter van oud-VRT-baas Jan Ceuleers, die over haar vaders Alzheimersdiagnose het boek Doodgewoon. Euthanasie van Alzheimer tot Zelfbeschikking schreef en hiermee een stem in het euthanasie-debat werd.
  - Philippe Vandekerckhove, arts en klinisch bioloog, en sinds 20 jaar gedelegeerd bestuurder van Rode Kruis-Vlaanderen, een organisatie met meer dan 13.000 vrijwilligers, "die onder zijn leiderschap een sterke groei heeft gekend en erkenning heeft verworven, zowel binnen als buiten de landsgrenzen."
  - Hans Kluge, sinds 2020 regionaal directeur voor Europa bij de Wereldgezondheidsorganisatie (WHO) voor zijn cruciale rol in de Europese aanpak van gezondheidscrisissen, en zijn inzet met de gezondheidsministers in voor de gezondheid van de Europese burgers.
- 2025:[8]
  - Nina Derwael, gymnaste, olympisch kampioene en meervoudig Europees kampioene
  - Willem Vermandere, muzikant, beeldend kunstenaar, schrijver en levensfilosoof
  - Luc Van den hove, topman Imec
  - Simon Gronowski en Koenraad Tinel, Erteken voor mensenrechten, vrienden, kinderen tijdens de Tweede Wereldoorlog, respectievelijk in een Joods en in een collaborerend gezin